# Leonor de Moura y de Aragón
Leonor de Moura Corterreal y de Aragón Moncada (1642 — Madrid, 28 de novembro de 1706), conhecida em Itália por Eleonora di Moura, duquesa de Nocera e marquesa de Castelo Rodrigo, foi uma aristocrata, descendente da família Corte-Real e herdeira dos respectivos título em Espanha e Itália, que se distinguiu no campo político, especialmente no período em que seu marido, Anielo de Guzmán y Carafa, foi vice-rei da Sicília, a quem sucedeu por um breve período após o seu falecimento em 1677.

## Biografia
Filha de Francisco de Moura Corte-Real, duque de Nocera e marquês de Castelo Rodrigo, Leonor de Moura y Moncada de Aragón sucedeu a seu pai em 1675 como a 2.ª duquesa de Nocera da casa de Castelo Rodrigo, a 8.ª desde a fundação do ducado, a 4.ª marquesa de Castelo Rodrigo e a 3.ª condessa de Lumiares.
Casou por duas vezes. A primeira vez com Anielo de Guzmán y Carafa, filho de Ramiro Núñez de Guzmán, 2.º duque de Medina de las Torres, 2.º marquês de Toral, conde de Arzarcóllar, e de Anna Carafa della Stadera, 3.ª duquesa de Mondragone. O marido morreu em 1677, então no cargo de vice-rei da Sicília. Com  a morte do marido, coube a Leonor de Moura assegurar transitoriamente o governo da Sicília, o que fez durante 27 dias, sendo a primeira vez que uma mulher exerceu funções vice-reais. Rapidamente substituída no lugar face à oposição da Igreja Católica, que considerava inadmissível que uma mulher tivesse funções que incluíam as de legado papal na ilha, ainda assim governou durante 27 dias, de 16 de abril a 13 de maio de 1677, tomando nesse curto período de tempo um conjunto de medidas que deixaram marca.
Deste primeiro casamento por volta de 1669-1670, embora tradicionalmente ignorado pelas principais genealogias, nasceu um filho, Félix de Guzmán y Carafa, que faleceu durante uma viagem a Malta, em 1688, provavelmente morto por ser o mais perigoso concorrente à colossal herança da família paterna (os seus tios Nicola e Domingo de Guzmán Carafa faleceram também no ano seguinte, em 1689, sem descendência).
Em 1679 Leonor de Moura voltou a casar, desta feita com Carlos Homodei y Lasso de la Vega, 2.º marquês de Valdesaz de los Oteros. Desse casamento em 24 de fevereiro de 1680 nasceu um filho, que "morreo em Outubro do mesmo anno".
Os nocerini fizeram o possível tanto no luto pela viuvez de sua duquesa, quanto na alegria de seu segundo casamento e do nascimento de seu filho. Apesar de ter ficado um ano em Nápoles, a duquesa nunca visitou a cidade de Nocera.
Faleceu em Madrid, no dia 28 de novembro de 1706. Não tendo filhos sobreviventes, o ducado de Nocera e os restantes títulos foram herdados pela sua irmã Joana de Moura Corte Real y Moncada.
A marquesa Eleonora de Moura é a protagonista do romance La rivoluzione della luna de Andrea Camilleri.